# Consulat général d'Australie à Nouméa
Le consulat général d'Australie à Nouméa est une représentation consulaire de l'Australie en France. Il est situé à Nouméa, en Nouvelle-Calédonie, tout d'abord à l'avenue du Maréchal-Foch, puis dans un nouvel immeuble dans la rue Georges-Baudoux, à côté du lycée Lapérouse à partir de 2015.